# 高津駅 (京都府)
高津駅（たかつえき）は、京都府綾部市高津町江尻にある、西日本旅客鉄道（JR西日本）山陰本線の駅である。
時間帯によって、隣の綾部駅を経由して直通して来る舞鶴線の一部列車も利用可能である。 
1980年代後半までは、普通列車でも時間帯によっては通過する列車があった。

## 歴史
- 1958年（昭和33年）2月12日：国鉄山陰本線綾部駅 - 石原駅間に新設[1]。旅客営業のみ[1]。
- 1987年（昭和62年）4月1日：国鉄分割民営化に伴い、西日本旅客鉄道（JR西日本）の駅となる[1]。
- 1991年（平成3年）4月1日：舞鶴鉄道部発足に伴い、その管轄となる。
- 2006年（平成18年）7月1日：舞鶴鉄道部廃止に伴い福知山支社直轄に戻され、福知山駅の被管理駅となる。
- 2022年（令和4年）10月1日：組織改正に伴い、近畿統括本部福知山管理部管轄となる。

## 駅構造
相対式ホーム2面2線を有する地上駅。分岐器や絶対信号機を備えていないため、停留所に分類される。駅舎やトイレは無く、各ホーム綾部寄りから直接に入る形となっている。
福知山駅管理の無人駅。下りホーム入口近辺の小屋の中に自動券売機が設置されている。なお、当駅では2019年7月現在、ICOCA等のICカード乗車券への対応予定は無い。

### のりば
| のりば | 路線     | 方向 | 行先                   |
| ------ | -------- | ---- | ---------------------- |
| 1      | 山陰本線 | 上り | 綾部・西舞鶴・京都方面 |
| 2      | 山陰本線 | 下り | 福知山・豊岡方面       |

## 利用状況
2023年度の1日当たりの利用者数は184人。1日平均乗車人員は以下の通り。
| 年度   | 1日平均乗車人員 |
| ------ | --------------- |
| 1999年 | 82              |
| 2000年 | 71              |
| 2001年 | 66              |
| 2002年 | 79              |
| 2003年 | 63              |
| 2004年 | 66              |
| 2005年 | 55              |
| 2006年 | 55              |
| 2007年 | 55              |
| 2008年 | 74              |
| 2009年 | 71              |
| 2010年 | 77              |
| 2011年 | 82              |
| 2012年 | 104             |
| 2013年 | 104             |
| 2014年 | 107             |
| 2015年 | 115             |
| 2016年 | 123             |
| 2020年 | 88              |

## 駅周辺
集落や商業施設は駅から離れており、比較的閑散としている。
- 中丹広域農道
- 京都府道8号福知山綾部線
- 京都協立病院
- 綾部高津簡易郵便局
- Honda Cars 綾部中央

### バス路線
- 京都交通 福知山線 「高津」停留所
  - 綾部駅前 行
  - 福知山駅前・市民病院 行
- あやべ市民バス（あやバス） 東西線 「高津駅前」停留所
  - 綾部駅南口・市立病院前 行
  - 高津コミセン前 行

## 隣の駅
西日本旅客鉄道
 山陰本線
綾部駅 - 高津駅 - 石原駅